# Paraniphona niphonoides
Paraniphona niphonoides là một loài bọ cánh cứng trong họ Cerambycidae.